# Mahlberg
Mahlberg település Németországban, azon belül Baden-Württembergben. Lakosainak száma 5381 fő (2023. december 31.).

## Népesség
A település népessége az elmúlt években az alábbi módon változott:
| Lakosok száma | 2328 | 2655 | 2777 | 3003 | 3432 | 4145 | 4467 | 4510 | 4799 | 5381 |
|               | 1961 | 1967 | 1974 | 1980 | 1987 | 1993 | 2000 | 2006 | 2013 | 2023 |